# Idzbark
Idzbark (deutsch Hirschberg (Ostpr.)) ist ein Dorf sowie Schulzenamt in der Gmina Ostróda (Landgemeinde Osterode in Ostpreußen). Es liegt im Powiat Ostródzki (Kreis Osterode in Ostpreußen) in der polnischen Woiwodschaft Ermland-Masuren.

## Geographie

### Geographische Lage
Idzbark liegt inmitten der Pojezierze Iławskie (Eylauer Seenplatte), die zum ostpreußischen Oberland sowie dem Baltischen Höhenrücken gehört. Charakteristisch für die Gegend sind zahlreiche Seen, Flüsse, sowie Nadel- und Mischwälder. Die Entfernung nach Ostróda beträgt sieben, nach Olsztyn (Allenstein) 35, und nach Iława (Deutsch Eylau) 40 Kilometer.

### Geologie
Die Landschaft ist durch den Eisschild gestaltet worden und ist eine postglaziale, hügelige, bewaldete Grundmoräne mit vielen Rinnen-, Seen und Flüssen.

## Geschichte

### Ortsgeschichte
Ursprünglich war diese Region als Prußenland bekannt. Seit 1243 war es ein Teil des Deutschordenslandes. Nach dem Zweiten Frieden von Thorn im Jahr 1466 und der Reformation 1525 lag es im Herzogtum Preußen und später in der Provinz Ostpreußen.
Das vor 1437 Hirsberg genannte Dorf wurde 1327 als Zinsdorf gegründet. Im Mai 1874 ist Hirschberg in den Amtsbezirk Lubainen (polnisch Lubajny) eingegliedert worden. Er gehörte zum Kreis Osterode in Ostpreußen im Regierungsbezirk Königsberg (ab 1905: Regierungsbezirk Allenstein) in der preußischen Provinz Ostpreußen.
Am 16. August 1877 wurde das Grundstück Hirschberg-Mühle (polnisch Idzbarski Młyn) in die Landgemeinde Hirschberg eingegliedert.
Aufgrund der Bestimmungen des Versailler Vertrags stimmte die Bevölkerung im Abstimmungsgebiet Allenstein, zu dem Hirschberg gehörte, am 11. Juli 1920 über die weitere staatliche Zugehörigkeit zu Ostpreußen (und damit zu Deutschland) oder den Anschluss an Polen ab. In Hirschberg stimmten 680 Einwohner für den Verbleib bei Ostpreußen, auf Polen entfielen keine Stimmen.
Am 4. Mai 1928 wurde der Amtsbezirk Lubainen in „Amtsbezirk Hirschberg“ umbenannt. Zu ihm gehörten bis 1945 drei Kommunen.
Nach dem 21. Januar 1945 wurde Hirschberg von der Roten Armee eingenommen. Nach Kriegsende kam das Dorf zur Volksrepublik Polen und trägt seither die polnische Namensform „Idzbark“. Das Dorf ist nun Teil der Landgemeinde Ostróda im Powiat Ostródzki, bis 1998 der Woiwodschaft Olsztyn, seither der Woiwodschaft Ermland-Masuren mit Sitz in Olsztyn (Allenstein) zugehörig.
In Idzbark befindet sich ein Gefallenendenkmal des Ersten Weltkriegs.

### Einwohnerentwicklung
- 1820: 0247
- 1861: 0681
- 1895: 1088
- 1910: 0879[7]
- 1925: 0924
- 1933: 0879[8]
- 1939: 0825[8]
- 2011: 0546[1]

### Amtsbezirk Hirschberg (1928–1945)
Aus dem früheren Amtsbezirk Lubainen „übernahm“ der Amtsbezirk Hirschberg 1928 drei  Kommunen, die ihm bis 1945 zugehörten:
| Deutscher Name | Polnischer Name |
| -------------- | --------------- |
| Hirschberg     | Idzbark         |
| Lubainen       | Lubajny         |
| Warneinen      | Worniny         |

## Kirche

### Evangelisch
Bis 1945 war Hirschberg in die evangelische Landkirche Osterode i. Ostpr. in der Kirchenprovinz Ostpreußen der Kirche der Altpreußischen Union eingepfarrt. Idzbark gehört weiterhin zur Kreisstadt, deren Kirchengemeinde jetzt jedoch der Diözese Masuren der Evangelisch-Augsburgischen Kirche in Polen zugeordnet ist.

### Römisch-katholisch
Vor 1945 war Hirschberg katholischerseits auch nach Osterode eingegliedert. Heute gibt es in Idzbark eine eigene Gemeinde, die eine Filialgemeinde der Pfarrei in Stare Jabłonki (Alt Jablonken, 1938  bis 1945 Altfinken) im Dekanat Ostróda-Wschód (Osterode-Ost) im Erzbistum Ermland ist.

## Verkehr
Idzbark liegt an einer Nebenstraße, die von Idzbarski Młyn (Hirschberg-Mühle) (an der ehemaligen Reichsstraße 130 gelegen) bis zur Kreisstraße 1320N zwischen Lubajny und Stare Jabłonki verläuft. Eine Bahnanbindung besteht nicht.